# Landi

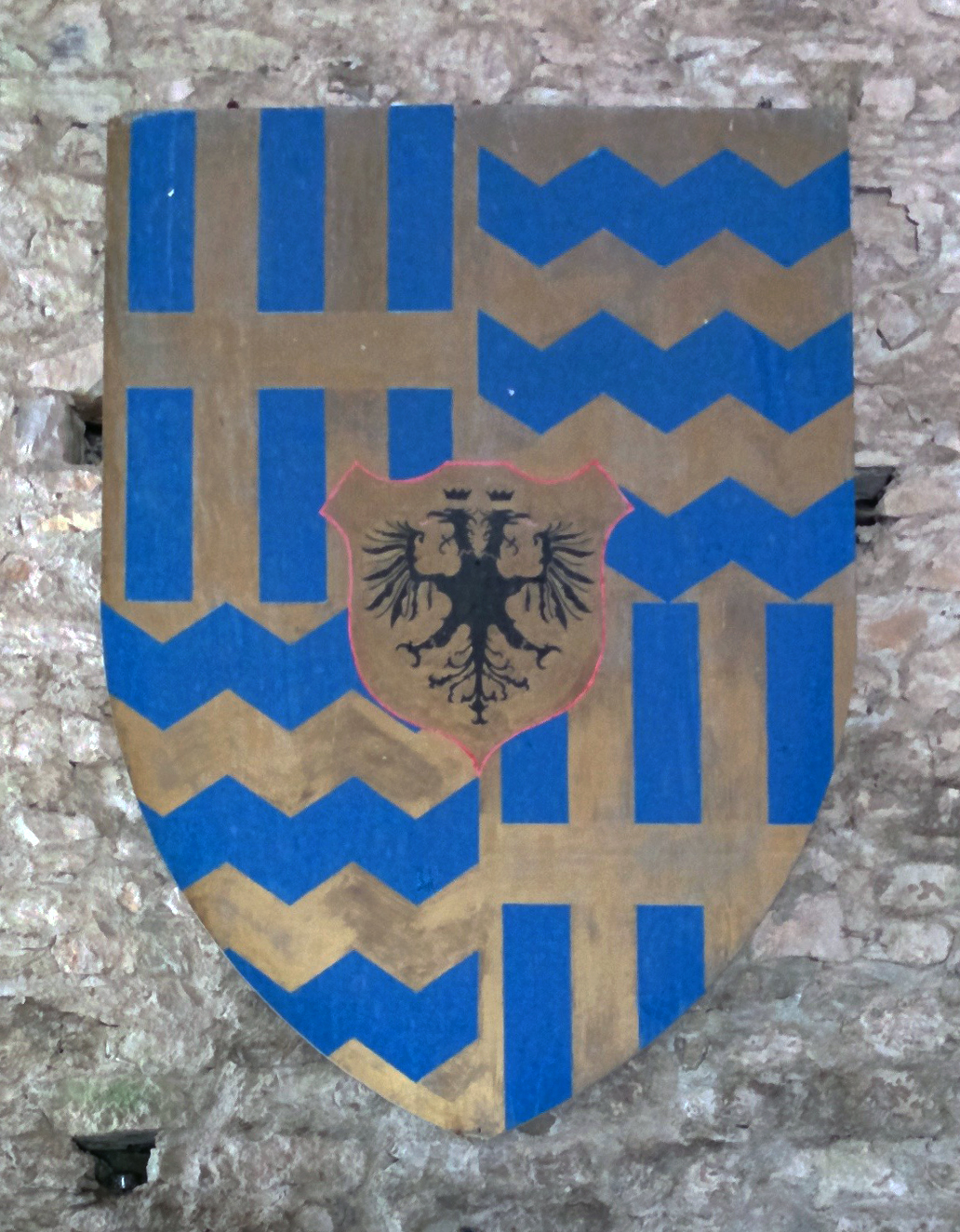
Stemma di Casa Landi nel Castello di Bardi

I Landi furono una famiglia nobile originaria del Piacentino e ascritta all'aristocrazia toscana. Ebbero un importante ruolo di potere tra la fine del Medioevo e l'inizio dell'età moderna, infatti, riuscirono ad ottenere il grado di Principi sovrani, dipendenti direttamente dal Sacro Romano Imperatore. Alcuni rami esistono ancora come i marchesi Landi di Chiavenna (Chiavenna Landi) e i conti Zanardi Landi (il cui ramo fu fondato nel Duecento da Zanardo Landi e ha per questo il patronimico prima del "vero" cognome), e sono tuttora proprietari del Castello di Rivalta a Gazzola, vicino Piacenza, e di quello di Caselle Landi (oggi nel Lodigiano) il cui paese fu da loro fondato.

## Storia

### Origini

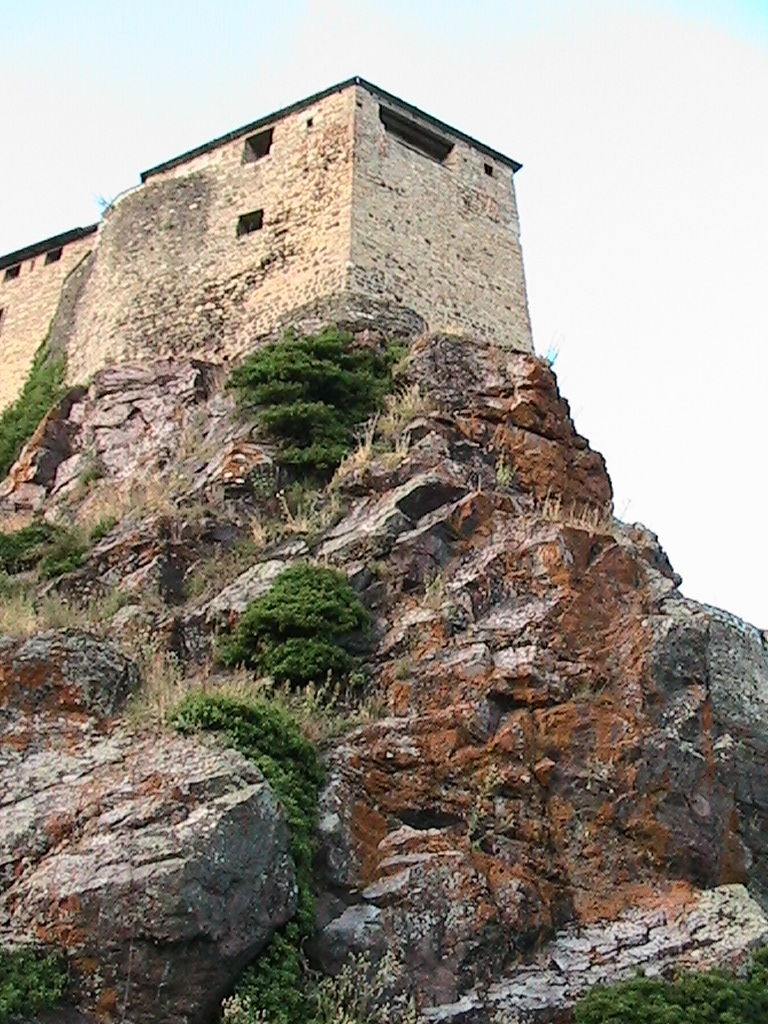
Rocca dei Landi a Bardi

Le origini della casata sono oscure, ma pare accertato che si debbano ricercare nella città di Piacenza. Attenendosi agli armoriali, la famiglia è originaria di questa città, e attestata in Toscana.
Per quanto riguarda questa zona, potrebbero essere originari di Bobbio, già sede di importanti personalità. Lo stesso cognome, con evidenti varianti fonetiche minime e diffuse tra i cognomi italiani, è riconducibile a Lando, Landini, e per alcuni anche Orlandi.
Nel XII secolo, esistono già varie "famiglie" di Landi, di cui nel tempo si sono in parte persi, ed è divenuto difficile ricostruire i legami. Molti Landi ricoprono cariche pubbliche sia in Piacenza sia in altre città, mentre le varie "famiglie" Landi, o i vari rami della famiglia, appaiono dotati di cospicue ricchezze, probabilmente dovute ad attività bancarie.

### XIII secolo

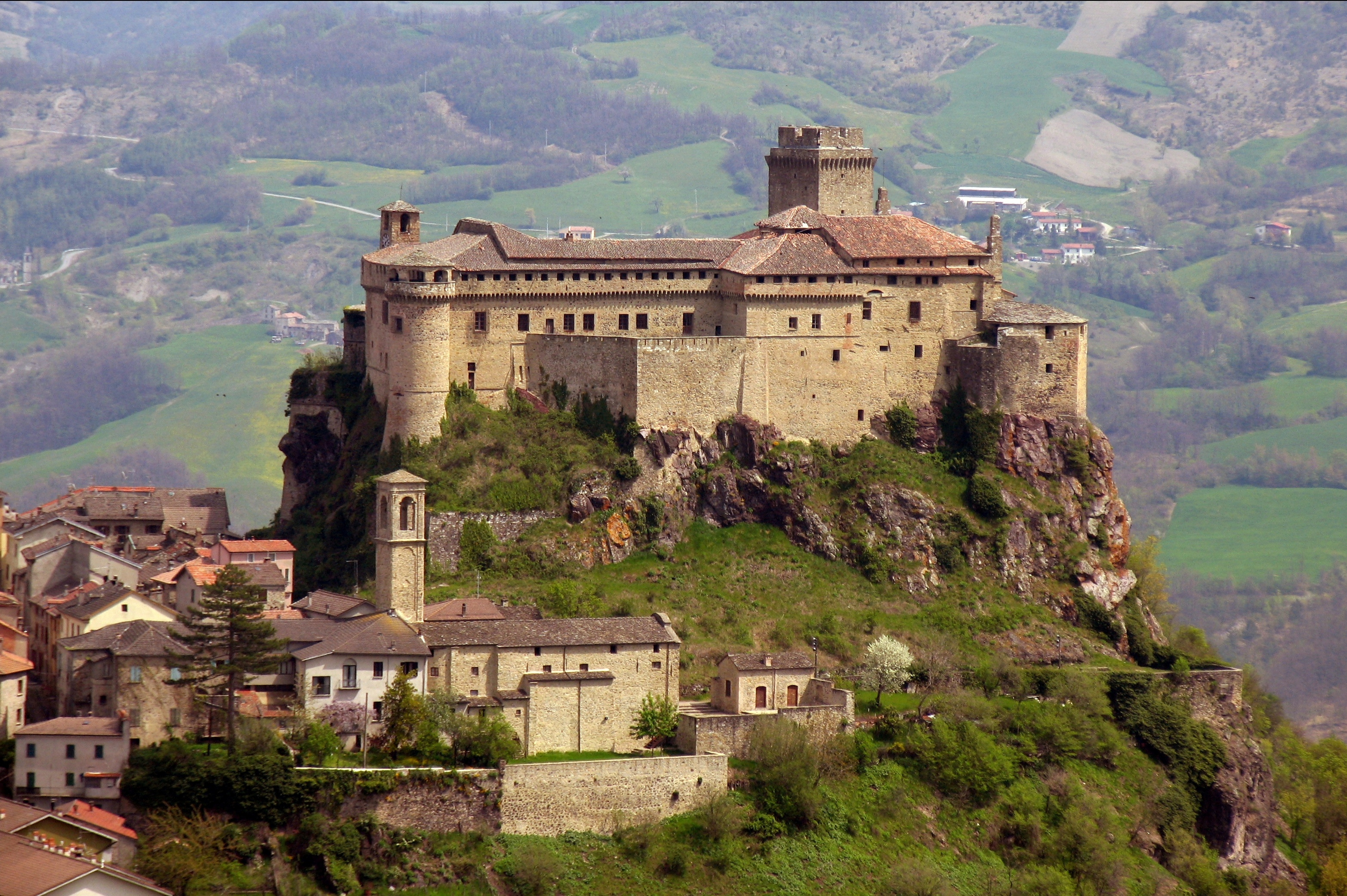
Il Castello Landi a Bardi

Quanto alla discendenza che rivelerà poi maggior fortuna, si può citare, nel XIII secolo, un Guglielmo I, che troviamo come podestà di Vicenza e di Milano, mentre suo figlio Giannone divenne podestà di Vercelli. Giannone, a sua volta, fu il padre di Guglielmo II e di Ubertino (o Umberto). Per intervento di costoro, e di altri parenti, la famiglia, nel corso del XIII secolo, divenne padrona di importanti territori e castelli lungo l'Appennino Ligure-Emiliano, in particolare Bardi, Compiano e Borgo Val di Taro; ad essi si riferisce il feudo imperiale costituitosi nel Cinquecento.

### Stato Landi

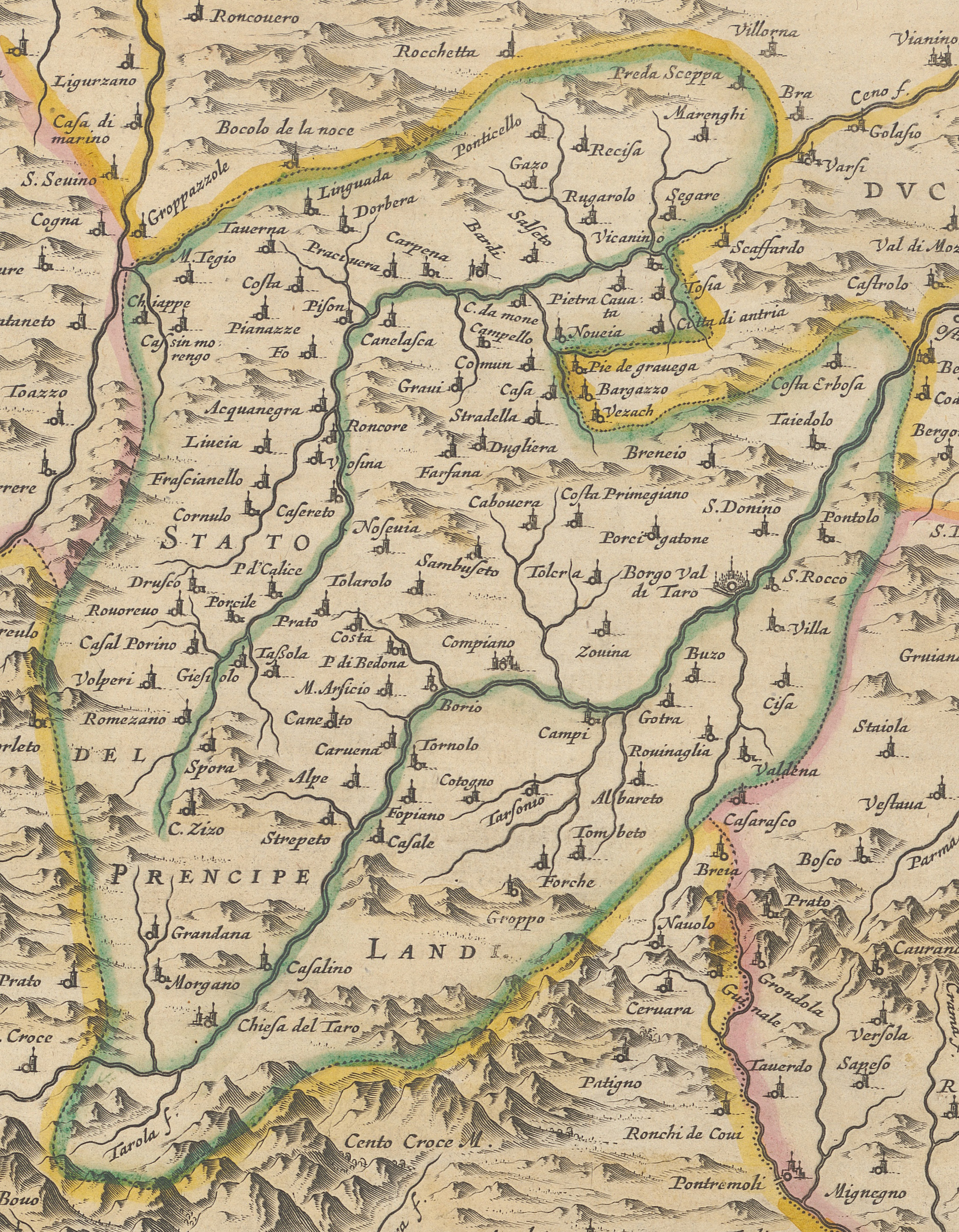
Lo Stato (principato) della famiglia Landi a Val di Taro; il frammento della mappa "Riveiera di Genova di Levante", page 57 of Geographiae blavianae: volumen octavum, quo Italia, quae est Europae liber XVI continentur di Ioannis Blaeu (1662)

Il cosiddetto Stato Landi comprendeva il marchesato di Bardi, il principato di Borgotaro, la contea di Compiano e la baronia di Pieve di Bedonia.
Le prime terre che poi costituiranno il nucleo originario dello Stato Landi appartenevano alla diocesi di Piacenza: se ne impadronirono i Pallavicino nel 1251. Sei anni più tardi, il 19 marzo, il ghibellino Ubertino Landi (discendente da Simone, vivente nel 1207) prese possesso del feudo che, assai ampliato, fu governato dai suoi eredi per 425 anni. Nel 1312 l'imperatore Enrico VII di Lussemburgo lo investì di Borgotaro, Bardi e Compiano.
Il Landi restaurò e fortificò i castelli di Bardi e di Compiano eleggendoli residenze della stirpe: alle due rocche verrà assegnata, in seguito, una destinazione non più solo militare, ma gentilizia. Un altro maniero, abitato da un ulteriore ramo della famiglia fu quello di Rivalta, ancora oggi sontuoso e abitato.
Nel 1381 il duca di Milano Gian Galeazzo Visconti approvò la piena autonomia dei territori di Ubertino II e, dopo una parentesi viscontea dal 1429 al 1448, nel 1551 l'imperatore e re di Spagna Carlo V concesse ad Agostino I il rango di Marchese di Bardi (22 ottobre), Principe del Sacro Romano Impero e di Borgotaro. Suo figlio Manfredo erediterà dalla madre Giulia la contea di Compiano e la baronia della Pieve.
Il sovrano asburgico accordò pure la facolta di coniare moneta e, nel periodo 1590-1630, le zecche di Bardi e di Compiano svolsero un'intensa attività sotto il governo di Federico. Questi riuscì ad opporsi ai propositi espansionistici dei Farnese duchi di Parma, abbellì la fortezza di Bardi e curò gli interessi dei sudditi e dello Stato: il re spagnolo Filippo III lo nominò cavaliere del Toson d'oro, una delle più ambite onorificenze dell'epoca.
Nel 1595 Maria Landi, figlia di Claudio Landi, III principe di Val di Taro, sposò Ercole Grimaldi, signore di Monaco. Dopo l'assassinio di Ercole nel 1604, Federico Landi, fratello di Maria, divenne il tutore di Onorato II di Monaco e, sei anni più tardi, reggente della Signoria.

### Doria Landi

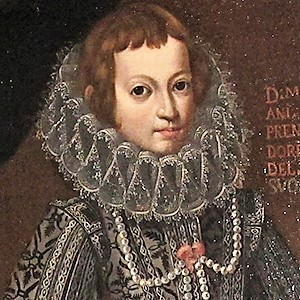
La principessa Maria Polissena Landi ritratta da Bernardo Castello nel 1628, Villa del Principe, Genova

Nel 1627, invece, non avendo avuto il principe Federico II Landi eredi maschi dalla moglie Placidia Spinola, l'imperatore Ferdinando II d'Asburgo diede l'autorizzazione alla successione della figlia Maria Polissena. Costei, ultima della stirpe, sposò Giovanni Andrea II Doria, principe di Melfi, marchese di Torriglia e conte di Loano. La Principessa contribuì ad impreziosire il castello, soprattutto con la realizzazione di una ricca biblioteca: morì nel 1679 e fu sepolta, secondo la sua volontà, nella cripta dei Doria del convento di Monte Carmelo a Loano.
Il successore Andrea III Doria Landi vendette, nel 1682, lo Stato Landi ai Farnese, per cui esso seguirà il destino del Ducato di Parma e Piacenza, caratterizzato da una decadenza artistica e sociale.
I suoi discendenti portarono in seguito il triplice cognome Doria Pamphili Landi.

### Ramificazione

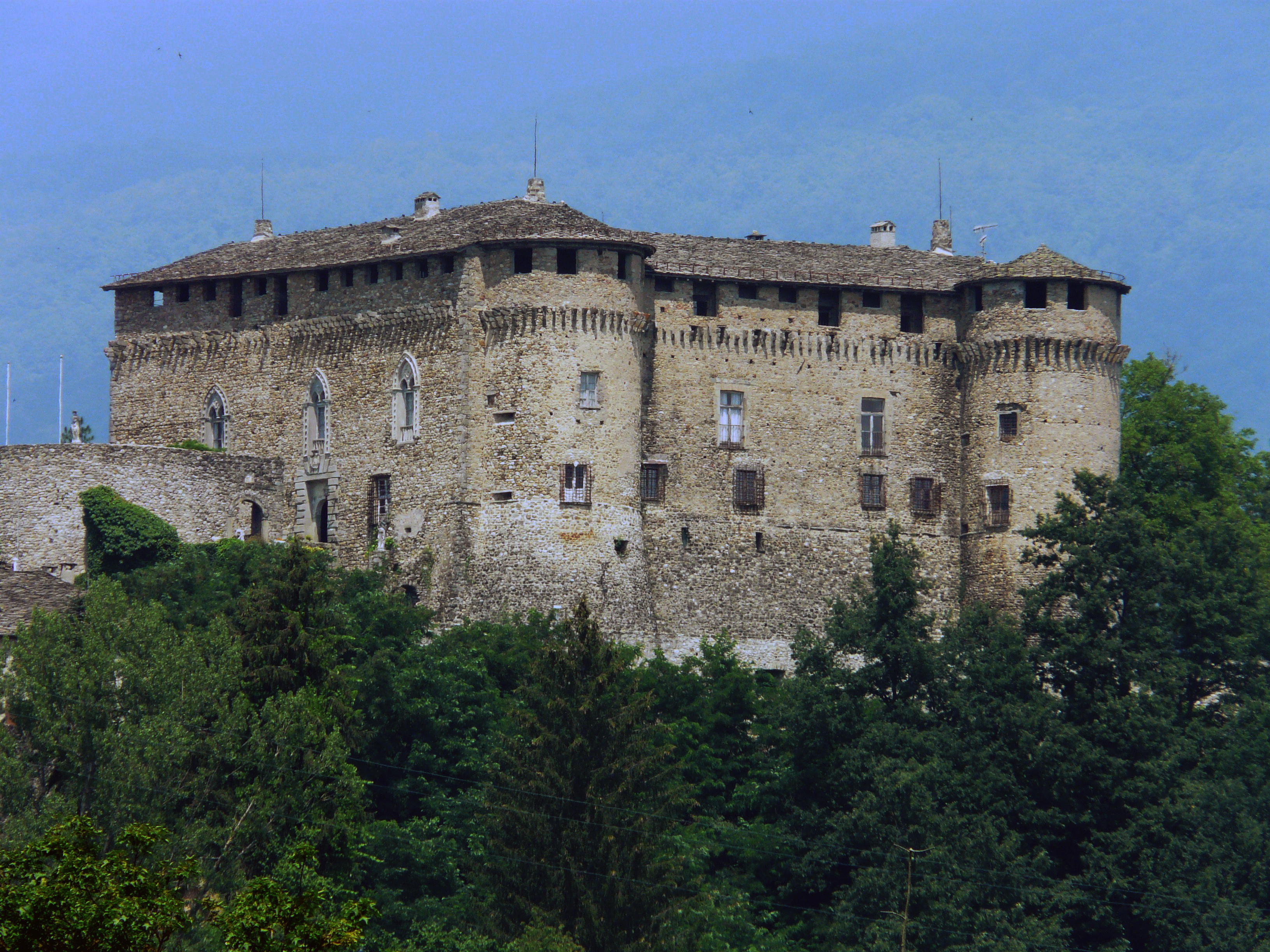
Il Castello della famiglia Landi a Compiano

Da Fiammingo Landi, figlio di Alberico (Castello di Gravago), e nipote di Rodolfo, discese il ramo dei Landi di Cerreto di Zerba che nel secolo XVIII si estinsero nei Landi-Beretti (variante Beretta). Da Giannone Landi prese avvio il ramo dei Landi di Compiano.
Nel 1687, Corrado e Ippolito dei Landi di Rivalta scambiarono i loro diritti su Bardi e Compiano con il marchesato di Gambaro di Ranuccio II Farnese.

## Membri illustri
Fra le personalità della famiglia Landi:
- Ubertino Landi (1220-1298), fra i capi dei ghibellini italiani nella seconda metà del XIII secolo, combatté e si imparentò con re Corradino di Svevia, poi servì Manfredi dal quale ebbe vari feudi nel Regno di Napoli, tra cui Acerra
- Obizzo Landi (?-1328), feudatario;
- Galvano Landi (XV secolo), conte di Bardi;
- Manfredo Landi (1429-1488), feudatario;
- Claudio Landi (1543-1589), III principe di Val di Taro;
- Agostino Landi (1500 ca.-1555), ambasciatore e marchese di Bardi;
- Ortensio Lando (1510-1558), umanista;
- Maria Landi (1570-1599), sposò Ercole di Monaco;
- Maria Polissena Landi (1608-1679), ultima erede dello Stato Landi;
- Ubertino Landi, letterato;
- Salvatore Landi (1831-1911), tipografo, maestro di Raffaello Bertieri, fondò e diresse fino alla morte la Tipografia italiana, la tipografia editrice della Gazzetta italiana (o meglio Gazzetta d'Italia), e la rivista professionale L'Arte della Stampa.

## Stemma

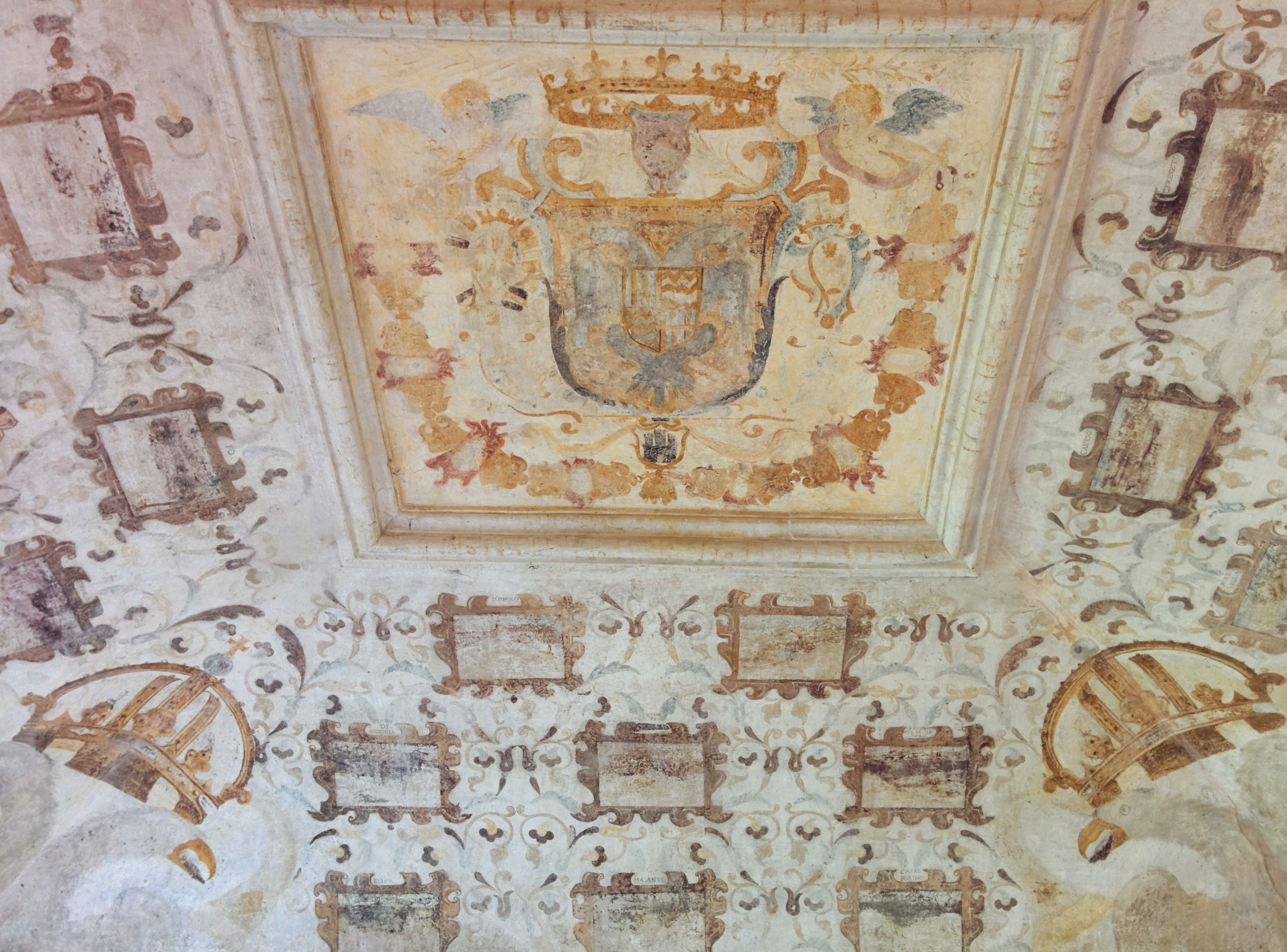
Armi della Casata Landi nel Castello di Bardi

L'arme dei Landi era così illustrata: